# Antoni Gaudí
Antoni Gaudí y Cornet (pron. catalana: [ənˈtɔni ɣəwˈði ˈi kurˈnɛt]; Reus, 25 giugno 1852 – Barcellona, 10 giugno 1926) è stato un architetto spagnolo di cultura catalana. Massimo esponente del modernismo catalano, pur essendo la personalità meno organica a tale movimento artistico, di cui comunque condivideva i presupposti ideologici e tematici, li ha completati con una ispirazione personale basata principalmente su forme naturali.
Definito da Le Corbusier come il «plasmatore della pietra, del laterizio e del ferro», Gaudí fu un architetto estremamente fecondo: sette delle sue opere a Barcellona sono esposte dal 1984 nella lista dei patrimoni dell'umanità dell'UNESCO. Il 14 aprile 2025 la Chiesa Cattolica lo proclama venerabile.

## Biografia

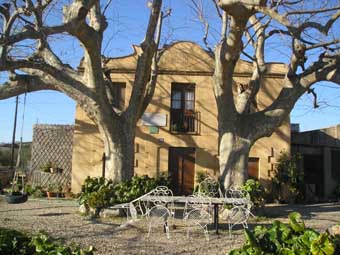
Il podere di famiglia al Mas de la Calderera

### Giovinezza e formazione
Antoni Gaudí nacque il 25 giugno 1852 a Reus, o nelle vicinanze,  quintogenito del calderaio Francesc Gaudí y Serra (1813–1906) e di Antònia Cornet y Bertran (1819–1876). Battezzato il giorno successivo alla nascita nella chiesa di Sant Pere Apòstol con il nome «Antoni Plàcid Guillem Gaudí y Cornet», il piccolo Antoni sin da giovane manifestò un sincero amore per la sua terra natale, il Campo di Tarragona, accesa da fieri umori mediterranei e da un passato glorioso, che la vedeva sin dai tempi dell'antica Roma come una delle lande più prospere di quel litorale.
Tutt'altro che prospera, tuttavia, era la famiglia di Gaudí, che – per usare le parole di George R. Collins – fu «privato di molte di quelle gioie della vita familiare che gli Spagnoli tengono in gran conto e alla quale è dedicata la sua tarda chiesa della Sagrada Familia». Non si tratta, in effetti, di un'osservazione inesatta: oltre a esser funestato sin dalla tenera età da continui lutti famigliari – la madre lo abbandonò in età molto precoce, così come il fratello Francesc (un dottore) ed una sorella – il giovane Gaudí fu afflitto anche da feroci reumatismi, i quali hanno probabilmente contribuito alla formazione di quel suo carattere schivo e riservato che lo avrebbe accompagnato fino alla tomba. Proprio a causa di queste cagionevolezze reumatiche, tra l'altro, il giovane Antoni fu costretto a ricorrere alla dieta dell'abate Kneipp, la quale prevedeva un frugale regime di vita, cure omeopatiche, diete vegetariane e altre restrizioni che quasi lo costrinsero all'isolamento più totale.

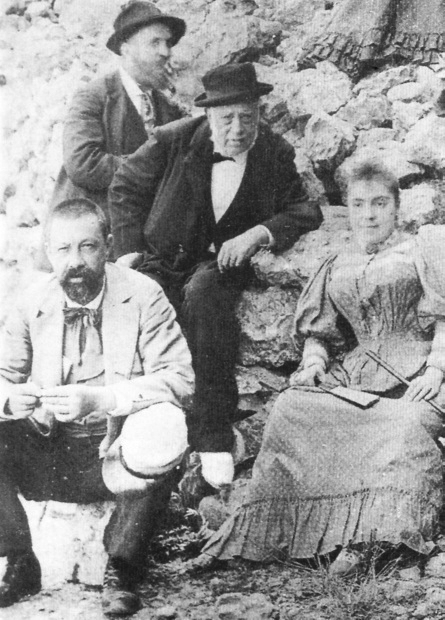
Gaudí (sullo sfondo) con il padre (al centro), la nipote Rosa e il dottor Santaló durante una visita a Montserrat (1904)

Gaudí iniziò gli studi presso una scuola di Reus, dove iniziò a coltivare il suo talento grafico eseguendo disegni per un seminario denominato «El Arlequín» [L'Arlecchino]. Fu uno studente forse svogliato ma certamente brillante: come riportato dallo Zerbst «sbalordiva chi gli stava intorno con sorprendenti lampi di genio: al maestro di scuola, che spiegava come gli uccelli potessero volare grazie alle loro ali, il piccolo Antoni fece immediatamente notare che anche le galline nel pollaio si servivano delle ali, però per correre»: era insomma dotato di un amore per i piccoli episodi quotidiani e di un acume che risultavano particolarmente congeniali per gli studi architettonici, che intraprese, diciassettenne, a Barcellona, presso la Llotja.
Presso questa scuola di Architettura Gaudí ebbe l'opportunità di conoscere le nozioni di base attinenti tale disciplina, non senza però numerose difficoltà: egli avrebbe conseguito il diploma nel 1878, otto anni dopo essersi trasferito. Egli, infatti, dovette prestarsi dal 1874 al 1879 per il servizio militare, e per impreziosire il proprio bagaglio formativo non esitò a tirocinarsi presso importanti costruttori di Barcellona (Joan Martorell, Josep Fontserè, Francisco de Paula del Villar y Lozano, Leandre Serrallach ed Emili Sala Cortés). Lo stesso Gaudí, d'altronde, era di temperamento recalcitrante, sanguigno, e faticava ad arginare la sua insofferenza verso i rigidi accademismi promossi alla Llotja. La sua carriera accademica, malgrado queste conflittualità, ebbe comunque modo di concludersi brillantemente e, anzi, passò l'esame finale con il giudizio «ottimo». Interessante il progetto di fine corso che presentò alla commissione d'esame, relativo a un portale di un cimitero: al di là delle ineccepibili doti grafiche l'elaborato colpisce per la sua scenografica espressività e per la sua potente simbologia, intrisa di umori religiosi e anche di una certa nota caratteriale. Elies Rogent, direttore della facoltà, non esitò nell'affermare: «Non so se abbiamo conferito il titolo a un pazzo o ad un genio, con il tempo si vedrà». Gaudí, con un caustico senso dell'umorismo, avrebbe confidato al suo amico: «Llorenç, ora dicono che sono un architetto».

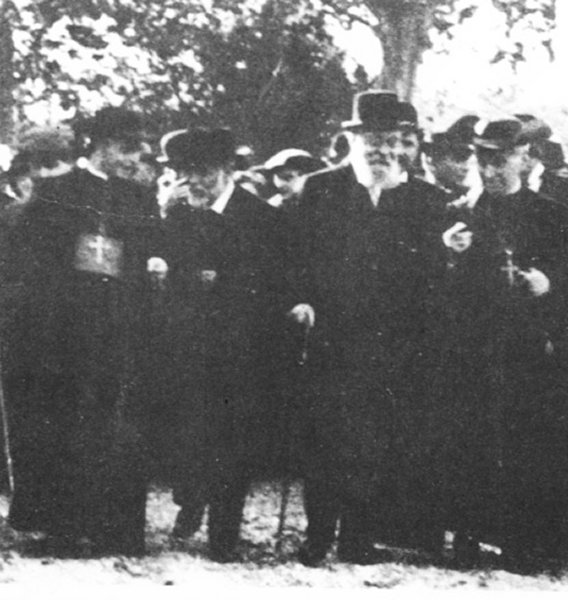
Gaudí ed Eusebi Güell in visita alla Colònia Güell (1910)

### Güell, la casa Batlló, la Pedrera
Con il conseguimento del diploma Gaudí poté finalmente aprirsi a una temperie culturale e architettonica non più guidata da una chiave di lettura univoca, bensì agitata dall'assenza di norme e formule precise. Di questa sostanziale incertezza stilistica risentì anche il Gaudí degli esordi, il quale – avendo a disposizione una pletora di fonti alle quali attenersi – si soffermò soprattutto sul neogotico e sui testi di Eugène Emmanuel Viollet-le-Duc, entusiasta promotore di tale stile. Si pensi che quando Gaudí visitò Carcassonne, il suo interesse per la cinta muraria era così contagioso che un abitante del villaggio medievale, scambiandolo per Viollet-le-Duc in persona, gli rivolse un saluto ossequioso: l'architetto fu molto lusingato da questo fraintendimento! Nel frattempo, quasi a guisa di contrappasso con l'ascetismo monastico della sua fanciullezza, Gaudí in questo periodo amava esibirsi sul palcoscenico di Barcellona e atteggiarsi con modi di dandy: bello (aveva occhi azzurri e una chioma bionda e fluente), elegante nei modi e nell'abbigliamento, Gaudí in questi periodi interagì con fervore con la scena sociale barcellonese, derivandovi tra l'altro un preciso orientamento politico e ideologico.
Pur essendo appassionatamente impegnato sul fronte sociale Gaudí si dedicò al lavoro con grande rigore. Il primo incarico che gli venne assegnato fu relativo alla progettazione di alcuni lampioni per la Plaça Reial di Barcellona: tale mansione, tra l'altro modesta, fu brillantemente risolta dal giovane architetto con delle strutture a sei bracci vivificate dal moderno connubio polimaterico di pietra e ghisa. Anno particolarmente importante per Gaudí fu comunque il 1878: non solo per la laurea, finalmente ottenuta, ma anche per l'incontro con l'industriale Eusebi Güell, che ebbe modo di venire a contatto con l'esuberanza creativa dell'architetto catalano in occasione della Exposition Universelle di Parigi del 1878. Uomo culturalmente vivace e economicamente spensierato, dagli ampi orizzonti liberali e intellettuali, Güell segnò una tappa decisiva nella carriera architettonica di Gaudí, il quale poté mettersi al servizio di un mecenate disposto a soddisfare i suoi capricci estetici, nonché a sostenere i prezzi alti che sarebbero potuti generarsi. Di seguito si riporta una citazione di Rainer Zerbst:
(Rainer Zerbst)

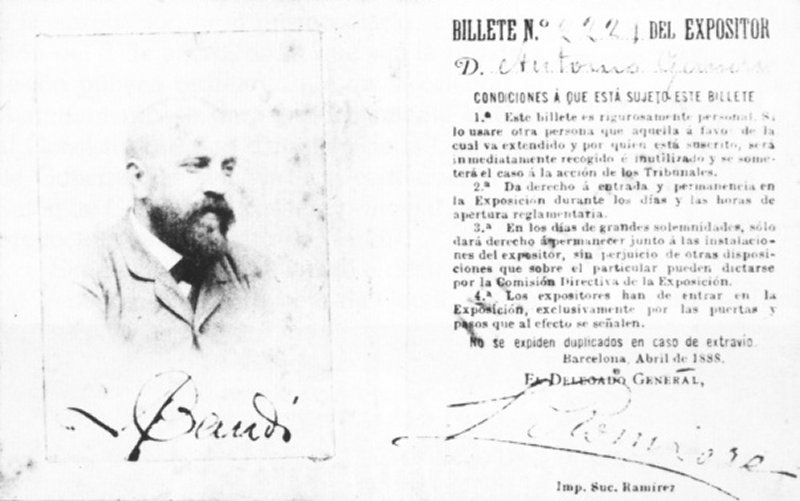
Licenza espositiva di Gaudí per l'Exposición Universal de Barcelona, 1888

Sotto l'ala protettiva di Güell, in effetti, Gaudí diede vita a svariate strutture destinate a divenire celebri, come i Padiglioni Güell, il Palau Güell e il Parco Güell, dove natura, scultura ed architettura si confondono in una grande maestria artigianale nell'uso dei materiali. Si noti come, nonostante la carriera architettonica di Gaudí abbia preso avvio da una committenza pubblica (quella dei lampioni), il resto del suo avanzamento professionale si consumò nell'edilizia privata, dove non a caso conseguì i risultati più brillanti: speciale menzione meritano, in tal senso, la casa Batlló, con la facciata rivestita da un mosaico di pietre vitree colorate, i balconi in ghisa simili a delle ossa e lo strano tetto ondeggiante come le squame di un rettile primitivo, e la casa Milà, dalla movimentata e plastica facciata in pietra (donde il soprannome accigliatamente ironico di «Pedrera»). Frattanto Gaudí fu coinvolto in una vera e propria odissea stilistica che, a partire dagli esordi, lo vide attraversare periodi moreschi, gotici, per poi approdare definitivamente a una cifra creativa propria.

### La Sagrada Família
Ben presto, anche le opere civili iniziarono a lasciare insoddisfatto l'architetto che, permeato da profonda fede, a partire dal 1914 volle dedicarsi esclusivamente ai lavori della Sagrada Família. Nel 1883, infatti, Gaudí ricevette la commissione di procedere alla costruzione di una chiesa, iniziata a dire il vero già da un architetto di nome Francisco de Paula del Villar y Lozano, denominata Basílica i Temple Expiatori de la Sagrada Família «Basilica e Tempio Espiatorio della Sacra Famiglia, o Sagrada Família». Si trattava di una costruzione monumentale e complessa, ad oggi ancora in corso, che assorbì le sue energie fino alla morte, esemplificando l'associazione tra arte, architettura e vita che caratterizza l'intensa opera di Gaudí: si può dire, in effetti, che la Sagrada Família segnò un vero e proprio spartiacque esistenziale nella vita dell'architetto, il quale – sentendosi investito da un rigidissimo imperativo mistico e spirituale – pose fine agli atteggiamenti dandysti del passato per ritirarsi completamente dalla vita pubblica: non più teatri, concerti, dibattiti o cene raffinate, dunque, bensì uno stile di vita frugale, quasi ascetico, finalizzato alla costruzione di quello che viene concepito come un altare espiatorio che «si deve nutrire di sacrifici».

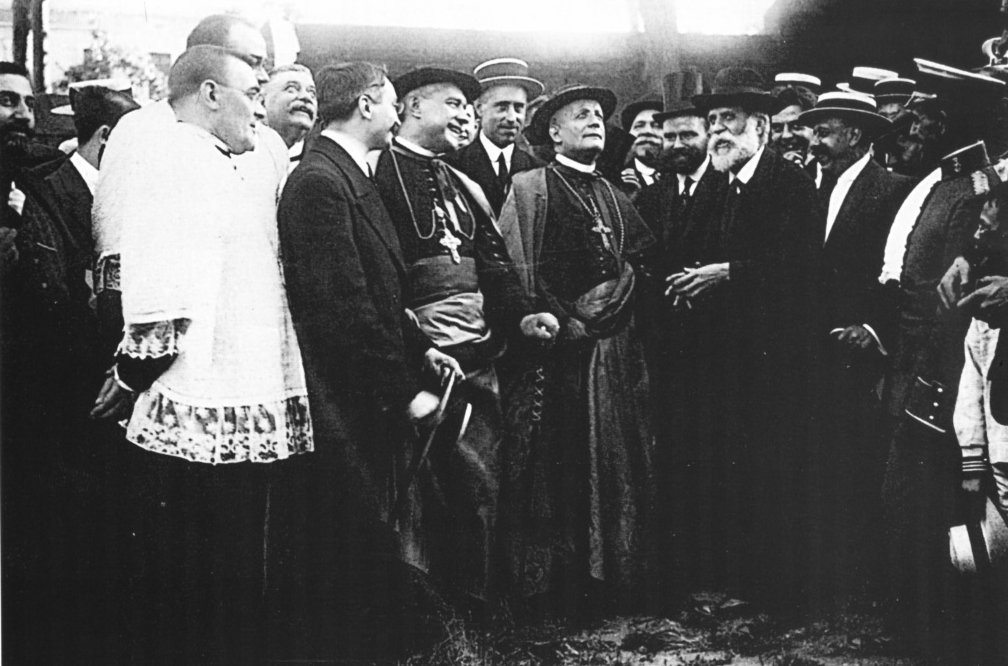
Gaudí mostra la Sagrada Família al nunzio papale, il cardinale Francesco Ragonesi (1915). Fu proprio in tale occasione che Ragonesi lusingò Gaudí definendolo il «Dante dell'Architettura».

Nel frattempo la fama dell'architetto cresceva e nel 1910 gli venne dedicata un'importante mostra monografica al Grand Palais di Parigi nel corso del Salon annuale della Société des Beaux-Arts. Gaudí, su invito del conte Güell, vi espose un consistente numero di immagini, piante e modelli in scala di moltissime sue opere: pur partecipando hors concours gli fu riservata un'accoglienza decisamente calorosa. Non tutto, però, andava per il meglio: la semana tragica dell'anno precedente, infatti, aveva scosso profondamente l'architetto, preoccupato che i vari moti anticlericali deflagrati in tutta la Catalogna potessero intaccare la costruzione della Sagrada Família (cosa che, fortunatamente, non avvenne). A partire dal 1910, poi, succedettero interminabili disgrazie per l'architetto, funestato dalla morte della nipote Rosa (1912), del collaboratore e amico Francesc Berenguer (1914) e del mecenate Eusebi Güell (1918) e da una crisi economica che rischiò di incrinare, se non di paralizzare, la costruzione della Sagrada Família. «I miei cari amici sono morti: non ho né famiglia né clienti, né fortuna ... né niente. Ora posso dedicarmi interamente alla Chiesa»: fu proprio come reazione a tutti questi squilibri esistenziali che Gaudí decise di consacrarsi interamente alla costruzione della Sagrada Família, arrivando persino a chiedere l'elemosina ai passanti al suono di «un centesimo, per amore di Dio».

### Morte

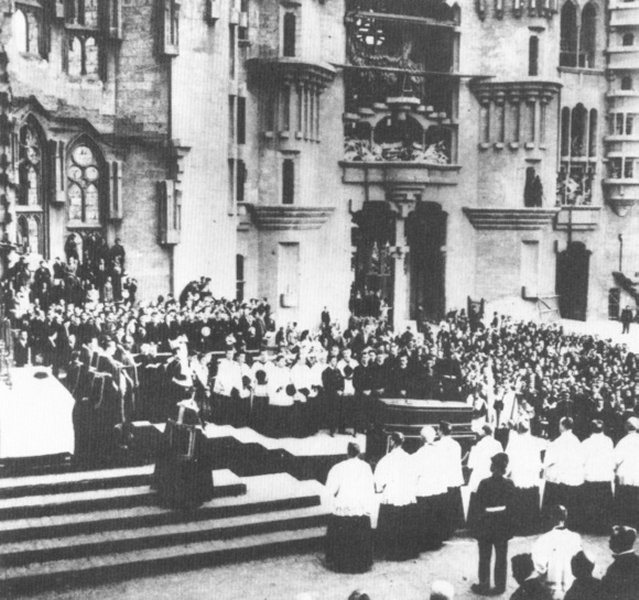
I funerali di Gaudí (12 giugno 1926)

Drammatiche furono le circostanze della morte di Gaudí. La sera del 7 giugno 1926, terminata la giornata lavorativa, Gaudí si stava recando presso la chiesa di San Filippo Neri per pregare: attraversando distrattamente una strada, fu travolto da un tram di passaggio e lasciato tramortito sul selciato. Nessuno fu in grado di riconoscere la sua identità, considerato anche il suo abbigliamento piuttosto trasandato: alcuni tassisti, scambiandolo per un povero uomo, si rifiutarono persino di condurlo in un ospedale (questa inosservanza venne poi punita con severe sanzioni pecuniarie). Alcuni passanti, avendo pietà del ferito, lo trasportarono presso una clinica locale, l'ospedale di Santa Creu, dove fu internato nel reparto dei poveri. L'identità del degente fu ricostruita solo quando alcuni amici, resisi conto della mancanza di Gaudí, vennero a conoscenza del tragico evento.
Gaudí morì la mattina del 10 giugno, dopo tre giorni di agonia. La morte del «più catalano dei catalani» fu accolta dalla popolazione locale come una terribile calamità: innumerevoli furono gli articoli che gli vennero dedicati e, al funerale, la sua salma fu vegliata da una moltitudine di ammiratori e illustri personalità statali che, addensandosi e formando una fiumana di quasi mezzo miglio, porsero l'ultimo saluto all'architetto e lo accompagnarono presso la cripta della Sagrada Família, dove fu inumato con il permesso del governo e del papa. La sua lapide tombale reca la seguente iscrizione:
(Lapide tombale di Gaudí)

## Stile

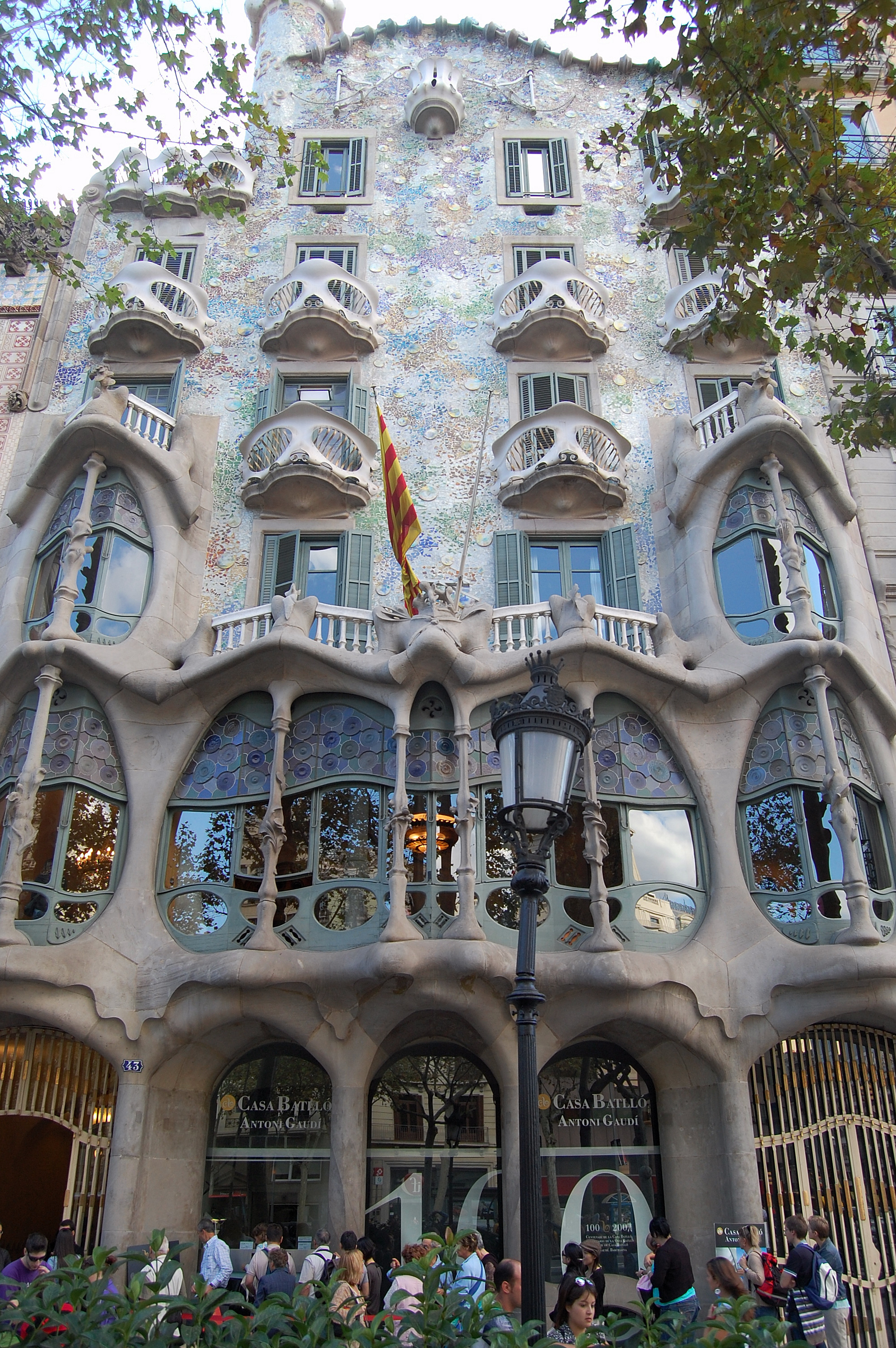
Fotografia del fronte di Casa Batlló sul Passeig de Gràcia

### Gaudí e ilModernismo Catalano
Pur appartenendo indubbiamente alla corrente dell'architettura modernista, Gaudí presenta una fisionomia stilistica del tutto particolare, dovuta alla stratificata fagocitazione delle formule architettoniche più disparate, vivificate poi dall'intervento della sua straripante esuberanza creativa. «È ascrivibile alla instancabile, inquieta fantasia di Gaudí, alla sua irrequietezza» osserva, in tal senso, Lara Vinca Masini «il fatto che egli alternasse, nello stesso momento, l'uso di codici linguistici diversi, saggiasse i vari stili, elaborasse continuamente nuove forme, nella volontà di definirsi e di riconoscersi in una dilatazione temporale che superasse i limiti del momento storico, nell'intento di riscoprire, forse, negli stili del passato, una costante di fondo alla quale fosse possibile riallacciarsi, nell'ansiosa scoperta di nuove possibilità di soluzioni e di espressività».
Tralasciando i primissimi esordi, nei quali egli si abbandonò a un eclettismo decisamente sontuoso, Gaudí si rifece nel corso della sua carriera soprattutto a due importanti fonti architettoniche: le arti orientali, recepite con la lettura dei testi di Walter Pater, John Ruskin e William Morris, e il modello neogotico, genialmente teorizzato in quei tempi dall'architetto francese Eugène Viollet-le-Duc. Gran parte delle opere gaudiane – pensiamo al Capricho, al palazzo e ai padiglioni Güell e alla casa Vicens – sono infatti chiaramente contrassegnate dall'elemento orientale: Gaudí, non a caso, quando era studente collezionava fotografie di arte egizia, indiana, persiana e cinese. Nell'universo orientalista di Gaudí, poi, un caratteristico posto di rilievo spetta allo stile moresco (che assimilò anche attraverso la lettura del libro Piante, elevazioni, sezioni e dettagli dell'Alhambra di Owen Jones) e alle soluzioni ornamentali delle arti nazarí e mudéjar, dalle quali trasse ispirazione per la sua incontenibile libertà stilistica. Gaudí guardava, inoltre, all'architettura islamica con particolare interesse, affascinato dalla sua incerta plasticità spaziale.
Tuttavia, lo stile che più di tutti condizionò Gaudí fu, senza dubbio, il neogotico, incontrato – come si è già detto – nei saggi teorici di Viollet-le-Duc. Quest'ultimo era il promotore di una sostanziale rivalutazione dell'arte gotica, annebbiata soprattutto agli inizi del secolo dai fasti del Neoclassicismo, e di criteri di restauro e di completamento che invitavano i giovani architetti a non rivolgersi in maniera dogmatica ai grandi esempi del passato, bensì a migliorarli con l'ausilio della propria sensibilità e delle nuove tecniche costruttive e tecnologiche. Gaudí, accogliendo con entusiasmo i suggerimenti di Viollet-le-Duc, instaurò un legame concreto con il glorioso passato architettonico di Barcellona (ricca di splendidi esempi di gotico catalano) in maniera tutt'altro che acritica: egli, infatti, ritenendo lo stile gotico «imperfetto» o, meglio, «irrisolto», adottò diversi accorgimenti tecnici finalizzati a migliorarlo secondo il gusto del tempo. È in questo modo che Gaudí si apre a una serie di sperimentazioni statiche che lo condurranno, alla fine, all'eliminazione più totale di quegli elementi strutturali vitali e costitutivi per la poetica gotica – come i contrafforti e gli archi rampanti – giudicati da Gaudí come «stampelle» accessorie e antiestetiche necessarie nel passato solo per esigenze di natura costruttiva. Di seguito si riporta una citazione dello stesso architetto:

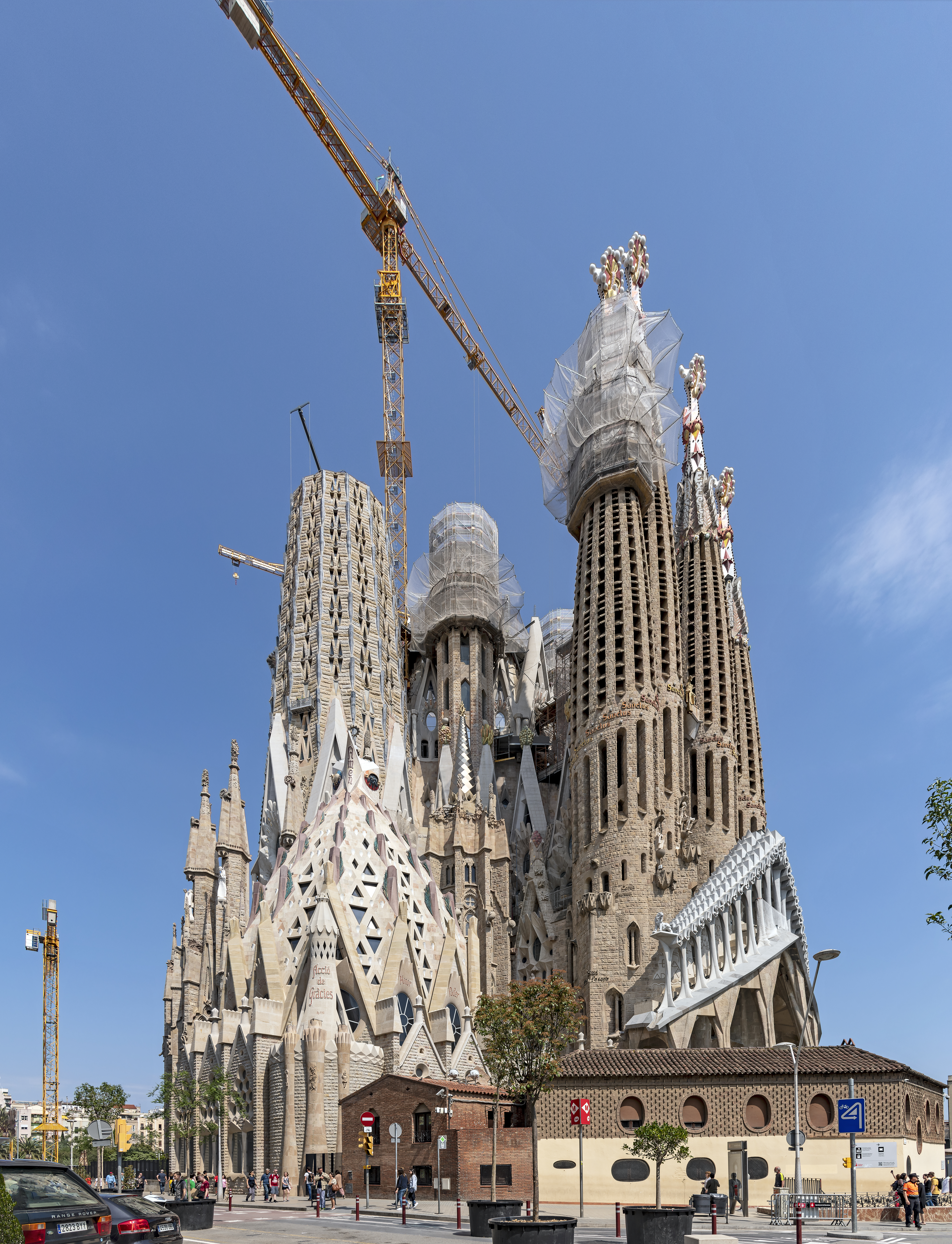
Il cantiere della Sagrada Família svettante nel tessuto edilizio di Barcellona

la decorazione geometrizzata che la riveste e che risulta del tutto sovrapposta, al punto che potrebbe essere soppressa senza che l’opera ne risenta.
La plasticità delle opere gotiche è carente; lo dimostra il fatto che esse producono maggiore emozione quando sono allo stato di rovine, coperte di edera e illuminate dalla luna»
(Antoni Gaudí)
Tramontate queste influenze iniziali Gaudí si mosse verso le nascenti istanze moderniste, le quali – al di là delle varie diversificazioni geografiche – denunciavano l'abbrutimento delle forme artistiche e architettoniche, mortificate dal progresso tecnologico della rivoluzione industriale, e predicava una sensibilità nuova, basata su una forte quanto soggettiva liricità, sull'esaltazione dell'intimo connubio presente tra l'architettura e le arti applicate e sull'impiego di elementi polimaterici in grado di conferire grande vigore plastico agli edifici.

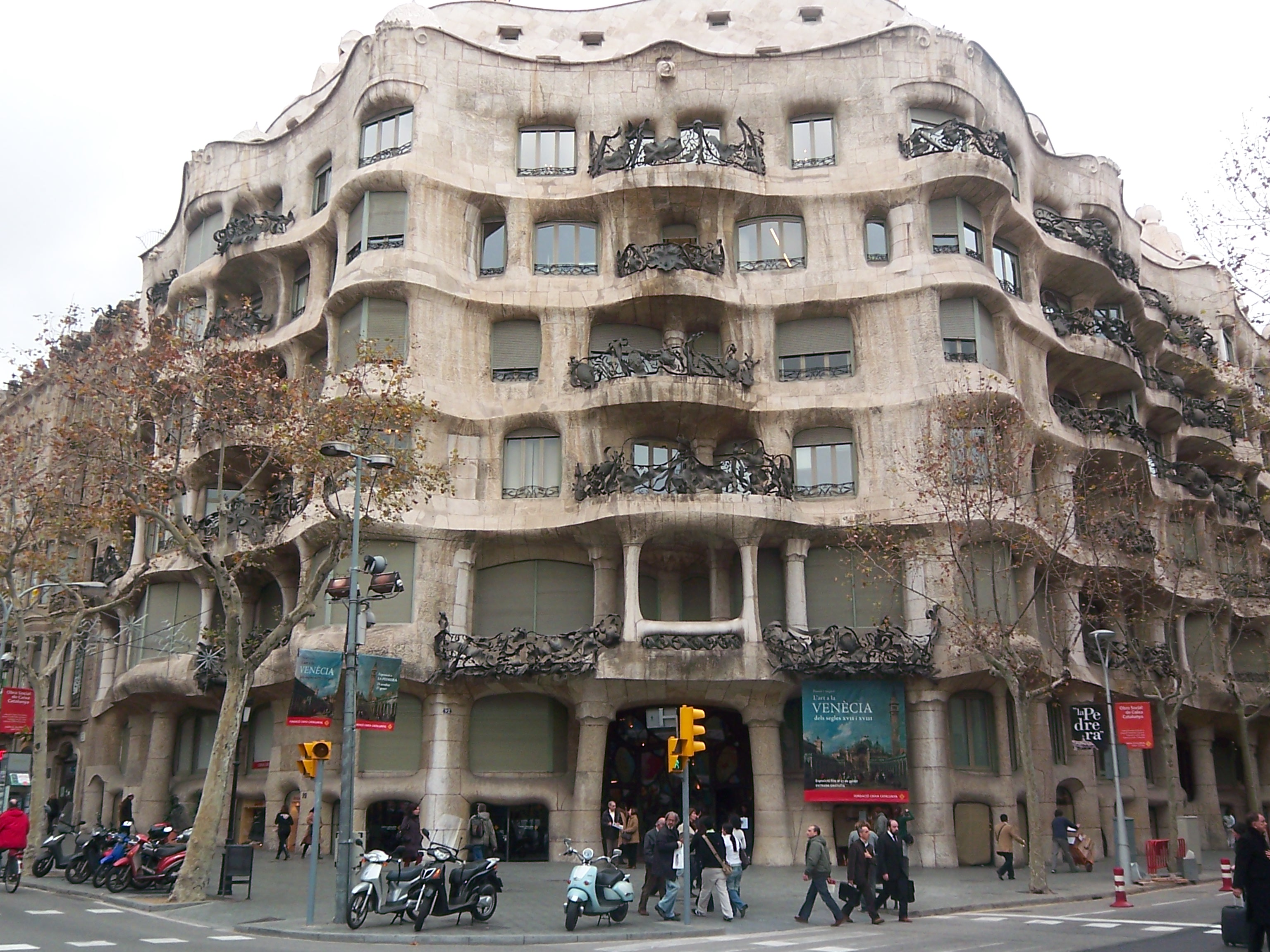
Casa Milà

### La Natura e le curve

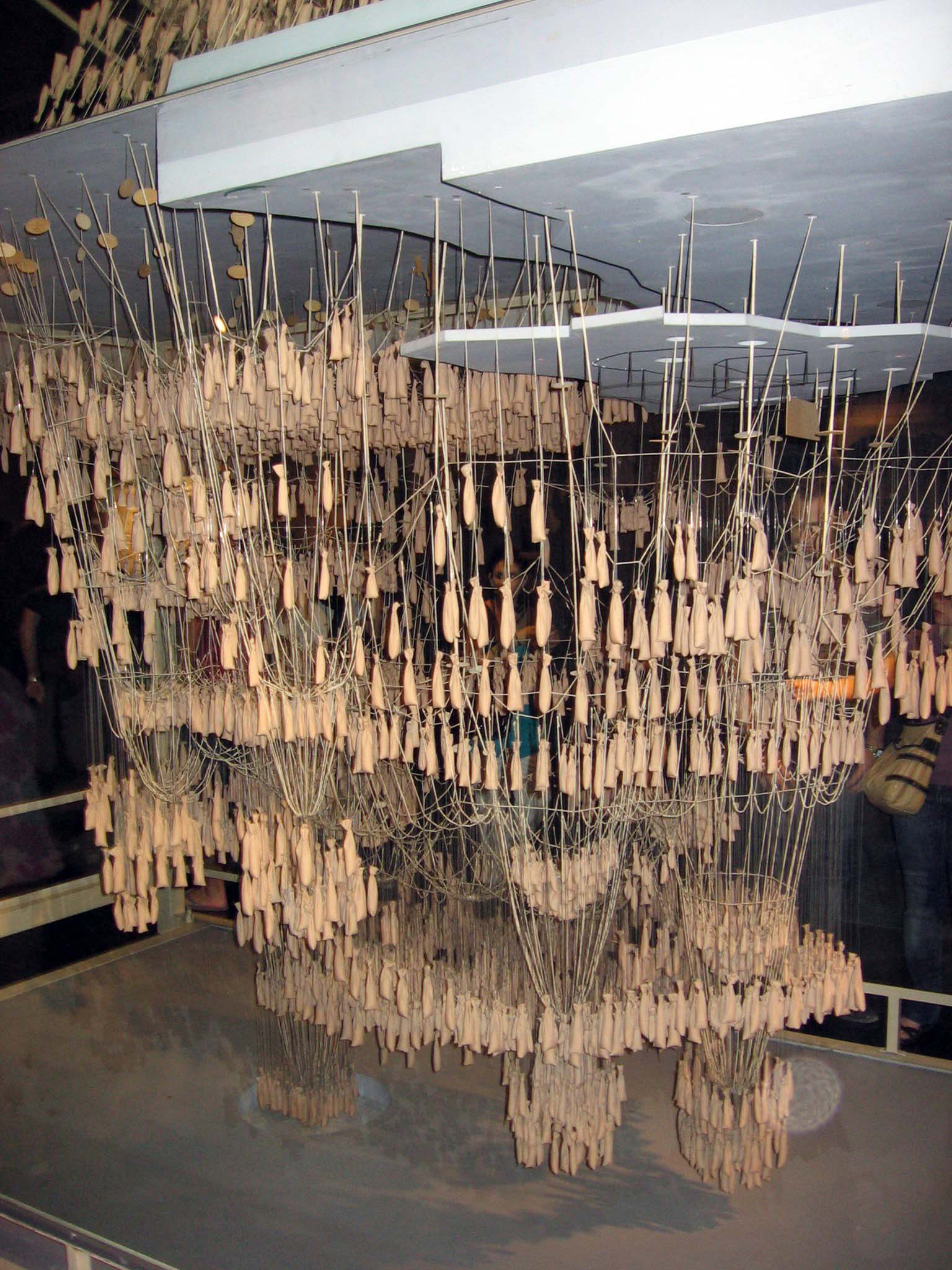
Calcolo dell’inclinazione dei pilastri di una chiesa con pesi e corde, ricostruzione da Antoni Gaudì, Museo della Sagrada Familia a Barcellona

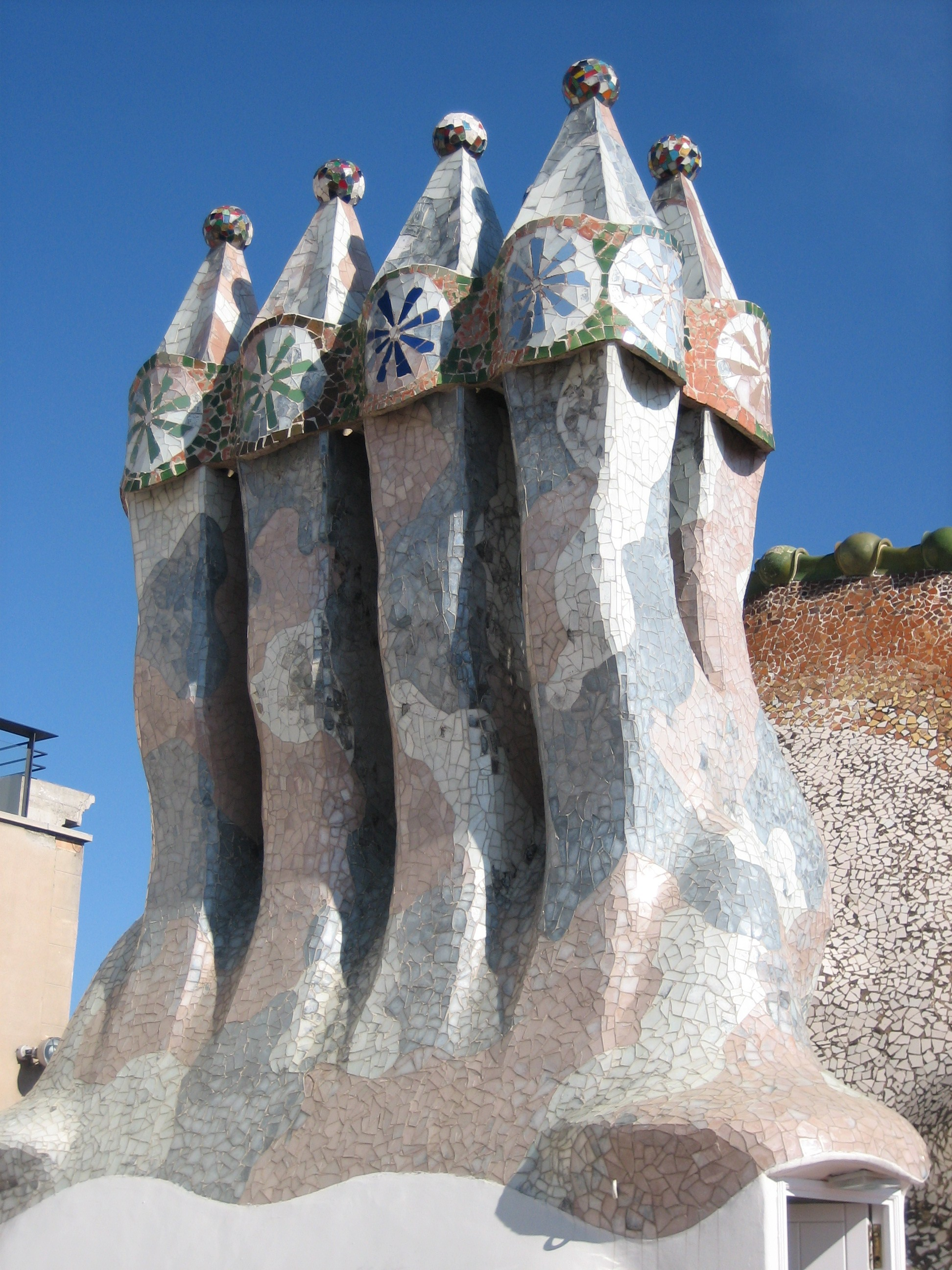
Particolare sul tetto di Casa Batlló

Appare lampante come sia dotato di una personalità architettonica così incontrollata e incontrollabile da essere praticamente incompatibile con un qualsivoglia tentativo di perimetrazione stilistica. La sua inaudita fantasia, infatti, si concreta in opere che risolvono simultaneamente le questioni vitruviane di firmitas, utilitas e venustas, risultando perfettamente funzionali per i fruitori, e, al contempo, vivificate da un linguaggio fiabesco, interiore, finalizzato a distaccarsi dal rigido funzionalismo della scienza e ad approdare a delle inventività fantastiche e a delle stimolanti fantasmagorie creative in grado di dar voce alla profondità dell'inconscio umano: creazioni che, per usare le parole di Roberta Franchi, sono «formalmente così sconnesse dai tradizionali canoni architettonici da dare la sensazione di penetrare in un ambiente favoloso, dalle continue ed eccitanti sorprese».
Soprattutto nella sua tarda maturità – quando, infervorato per il cantiere della Sagrada Família, fu agitato da una vera e propria apoteosi mistica – Antoni nutriva un rispetto reverenziale per la Creazione Divina e per la Natura, che riteneva essere la sua più preziosa maestra. Stando al giudizio di Gaudí l'errore di generazioni di architetti era stato quello di affidarsi ai rigidi dettami della geometria euclidea, la quale promuoveva forme – come i cerchi, i triangoli, o magari le linee rette, verticali e perpendicolari – che, pur essendo esteticamente gradevoli, erano impossibili da ritrovare in natura, dove – al contrario – prosperava un'immensa varietà di forme curve:
(J. Bassegoda None)

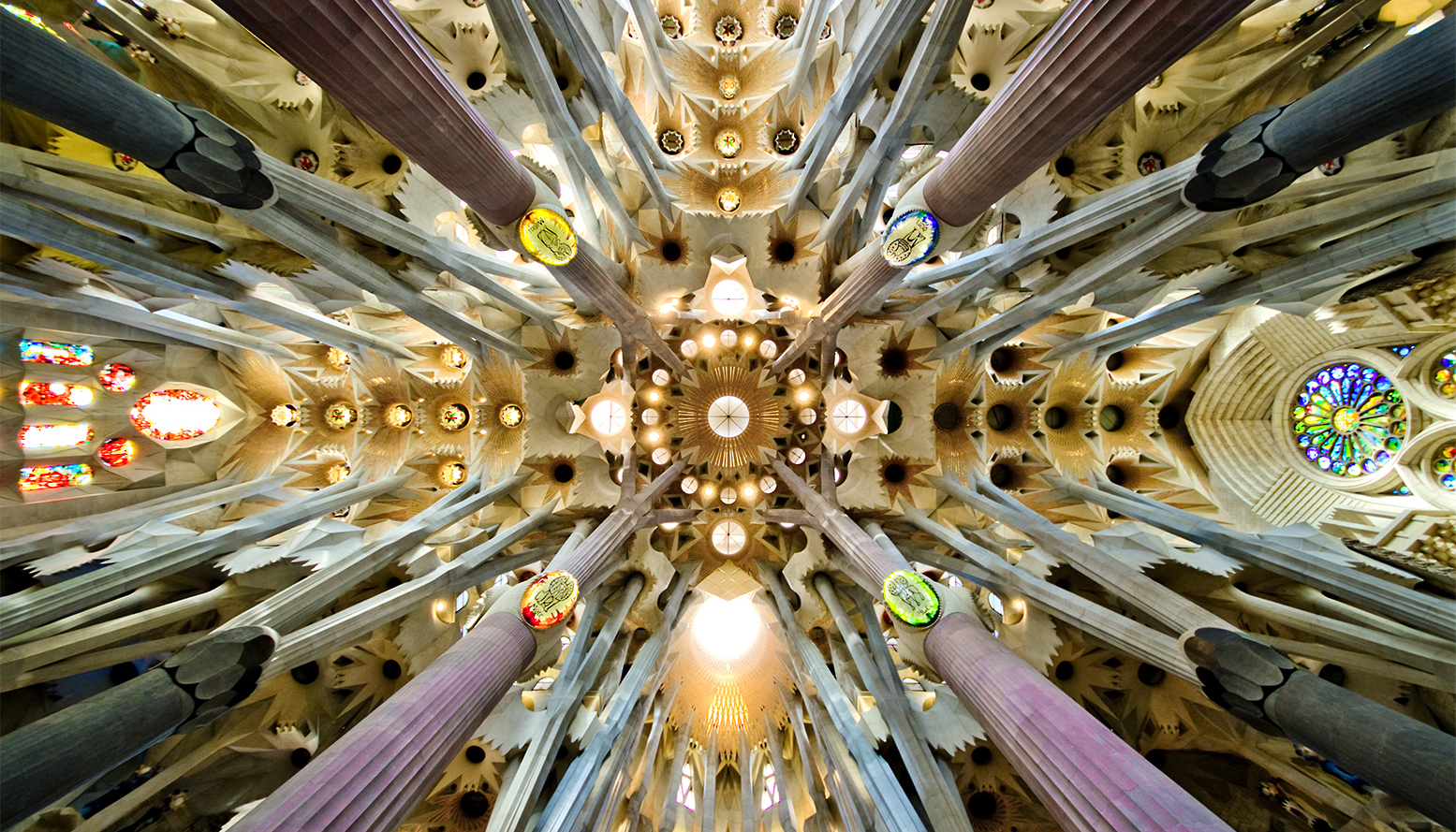
Fotografia raffigurante la volta della Sagrada Família, modellata secondo le geometrie dell'iperboloide

«La natura è stata sempre la mia maestra, l'albero vicino al mio studio è il mio maestro»: lo stesso Gaudí non faceva mistero del proprio discepolato presso la Natura. La coerenza, la perseveranza, l'ostinazione con cui Gaudí ricerca le forme naturali – spesso sfociando in un'organicità quasi ossessiva – si concreta in un'esplicita rinuncia alle linee rette, troppo rigorose e opprimenti, e all'impiego di curve più complesse, come il paraboloide iperbolico, l'iperboloide, il conoide e l'elicoide. È su questi mezzi espressivi sinuosi, morbidi, dinamici, quasi coinvolgenti, che si innesta la ricerca spaziale di Gaudí, il quale – non a caso – amava ripetere: «La linea retta è la linea degli uomini, quella curva la linea di Dio». Sono stati in molti, si ricorda, ad ispirarsi al motivo fluttuante e plastico delle curvilinee: basti pensare a Francesco Borromini o ai maggiori esponenti dell'Art Nouveau. Se, tuttavia, il primo dava vita a curve dinamiche, guizzanti, ma bloccate entro un ben preciso rapporto di forze, e i secondi si abbandonavano a stucchevoli ornamentazioni floreali e a «curvas de sentimiento» non disciplinate dalla geometria, Gaudí si faceva cantore di un tipo di linea curva «continuamente variata nella direzione, forzata da [...] una sorta di carica interna di dinamite pronta a farla esplodere in ogni direzione e a distruggerla come entità a sé stante» che «cresce lottando e contorcendosi come un elemento naturale, ammette sezioni di retta, si spezza, riprende, conquistando e dominando lo spazio di volta in volta, esaltandosi nel suo divenire, contraendosi e sincopandosi» (Masini).
A una disamina disattenta potrebbe sembrare che il ricorso gaudiano alle linee curve, con la loro espressività spaziale così fiabesca e immaginifica, dia vita ad architetture che, pur nell'emulazione delle forme naturali, rimangono comunque confuse, incoerenti, pericolosamente ambigue. In realtà Gaudí progettava con grande scientificità e rigore e, anzi, adottava mezzi espressivi i quali, oltre a essere compatibili con le sagome della Natura ed esteticamente gradevoli, erano staticamente molto affidabili: speciale menzione merita la catenaria, curva flessibile e omogenea – ottenibile empiricamente sospendendo le due estremità di una fune alla medesima altezza – da lui impiegata in un cospicuo numero di opere, prime fra tutte la Casa Milà, la cripta della Colònia Güell e la Sagrada Família.

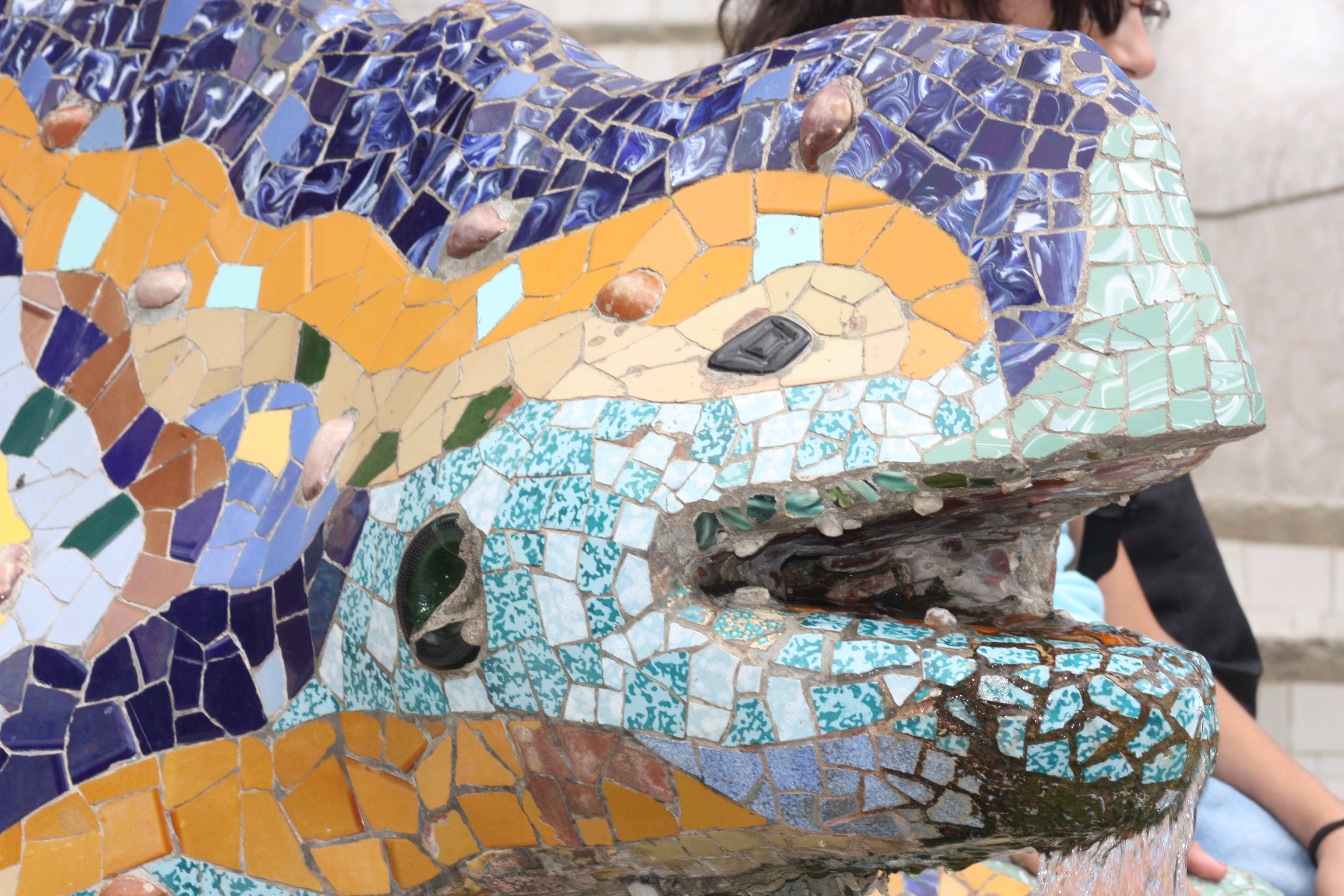
Dettaglio dell'alchemica salamandra posta all'ingresso del parco Güell, a testimonianza dell'abilità gaudiana di manipolare i materiali ceramici

### L'eclettismo gaudiano

#### Gaudí decoratore
Durante il periodo universitario Gaudí effettuò tirocini presso importanti costruttori barcellonesi, come Eudald Puntí, Llorenç Matamala e Joan Oñós, dai quali acquisì un bagaglio formativo elementare non solo sull'architettura, ma anche su scultura, carpenteria, lavori in ferro battuto, vetrate, ceramiche, modellazione in gesso e altro ancora. Per Gaudí, infatti, quello dell'architetto era un mestiere onnicomprensivo che comprendeva anche il design, allorché ciascun progetto aveva la medesima importanza, indipendentemente dalla scala dimensionale: ecco che, allora, nei suoi edifici anche i dettagli più minuti hanno richiesto un grande impegno progettuale e, non a caso, riescono a integrarsi in maniera armonica e proporzionata. Questo approccio progettuale gli consentì di curare con grande scrupolosità tutti gli elementi delle sue creazioni, dagli aspetti architettonici e costruttivi più generali agli arredi, all'illuminazione o persino alle decorazioni in ferro battuto.
Gaudí ha fatto scuola non solo nell'architettura in senso proprio, bensì anche nell'artigianato, campo al quale diede un decisivo impulso con l'introduzione di nuove soluzioni decorative. Si distinse, ad esempio, soprattutto per la sapienza con la quale sfruttò le potenzialità del trencadís, tecnica dove frammenti ceramici di piccolissime dimensioni vengono applicati con perfetta flessibilità su superfici curvilinee di dimensioni anche grandi secondo combinazioni originali e immaginative. Interessante anche la soluzione decorativa proposta per la cattedrale di Palma, sempre restaurata dal maestro, dove l'illuminazione è garantita da vetrate composte da tre grandi lastre dai vivaci colori primari, dallo spessore variabile, in modo tale da modulare l'intensità della luce.

#### Gaudí scultore
Di grande interesse è anche la produzione plastica di Gaudí. Egli, infatti, ha progettato personalmente molti dei gruppi scultorei della Sagrada Família, caricandoli di un virtuosistico realismo: era suo obiettivo, infatti, studiare precisamente l'anatomia delle figure e conferire maggiore vigore ai loro gesti. Per questo motivo Gaudí spesso fotografava i propri modelli, utilizzando talora anche un sistema di specchi in grado di simulare le molteplici prospettive, per poi realizzare diversi calchi in gesso, sia di persone che di animali (in un'occasione ha dovuto sollevare un asino per non farlo muovere). Su questi stampi realizzava delle correzioni alle proporzioni per ottenere una perfetta visione della scultura in base all'ubicazione che essa aveva nell'Opera (più grande quanto più in alto si trova), e infine la scolpiva sulla pietra.

#### Gaudí progettista di interni

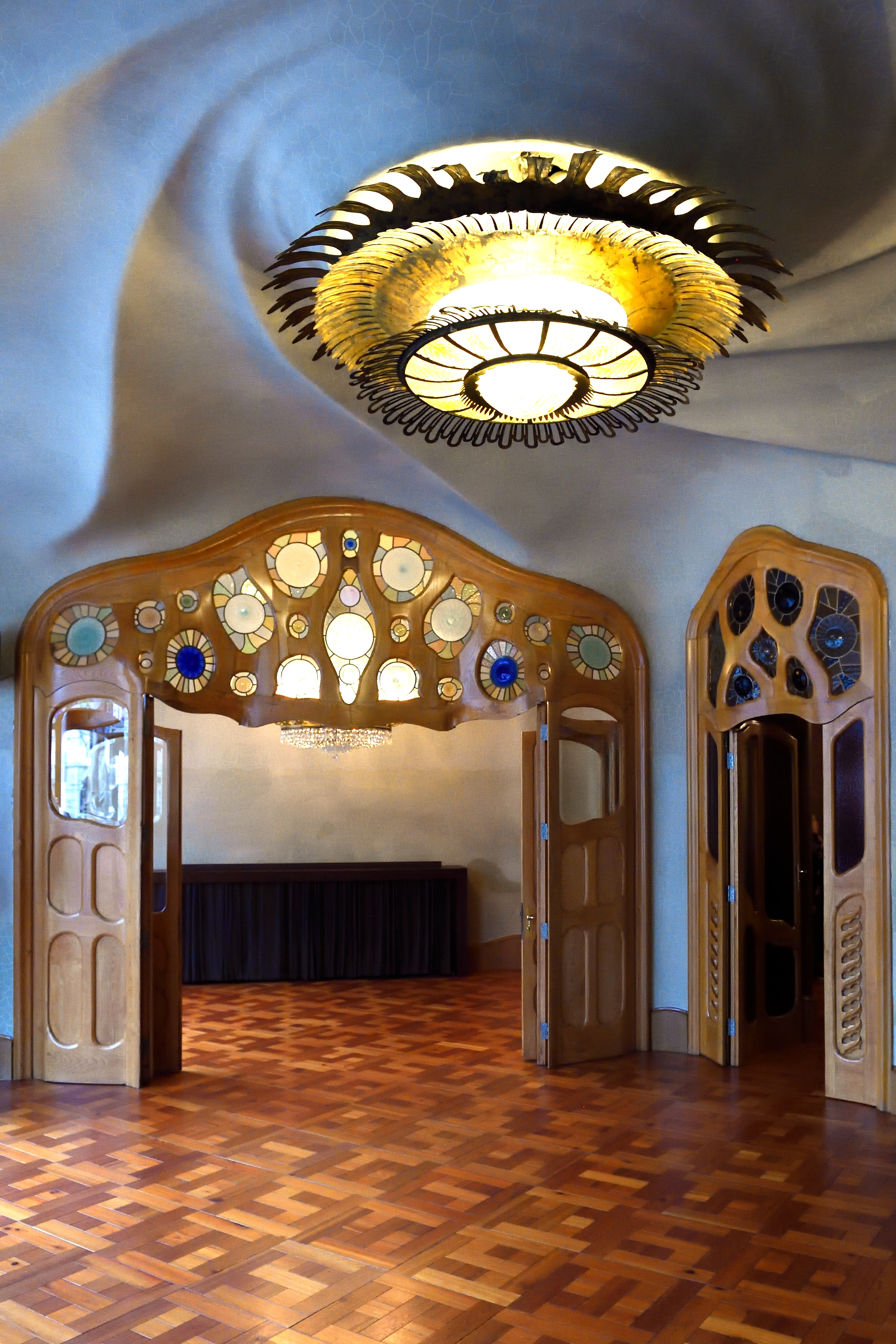
Gli interni di casa Batlló

Gaudí si è segnalato anche come un valente decoratore di interni: come già accennato, infatti, egli curava i propri progetti occupandosi sia degli aspetti più generali, così come dei più minimi dettagli. In tutte le sue creazioni Gaudí sapeva sfogare con esuberanza le sue peculiarità stilistiche e, al contempo, rispondere al gusto personale della committenza e valorizzare l'edificio in ragione della collocazione geografica. Perlopiù votatosi ai suppellettili religiosi, Gaudí ha progettato tutta la mobilia delle case Vicens, Calvet, Batlló e Milà, del palazzo Güell e della torre di Bellesguard, oltre che i vari arredi della Sagrada Família. Speciale menzione merita l'adattamento ergonomico di tali creazioni portato avanti da Gaudí nei propri mobili in seguito ad accurati studi in modo tale da renderle compatibili con le esigenze dell'anatomia umana.
Altro obiettivo di Gaudí nei propri edifici era quello di assicurare una distribuzione degli spazi interni intelligente e funzionale in grado di dare vita a un'atmosfera intima e confortevole. Era proprio per questo motivo che Gaudí, oltre a progettare personalmente gli arredi, definiva con grande precisione le qualità aeroilluminanti dei propri alloggi, disponendo al meglio le stanze in relazione ai punti cardinali e all'irraggiamento solare. Per Gaudí, in effetti, la luce solare era lo strumento con il quale pensare e definire in maniera effettiva gli spazi interni degli edifici: la luce, in un certo senso, si prefigurava come un «materiale» che, seppur incorporeo, risultava imprescindibile nella progettazione di Gaudí, il quale la raccoglieva e filtrava con l'aiuto di ampie vetrate, finestre, persiane e tende per poi convogliarla verso l'interno, in modo tale da definire con grande precisione gli spazi architettonici e, al contempo, coinvolgere il fruitore di tali ambienti in una particolarissima esperienza spaziale. Di seguito si riporta una sua affermazione in merito:
(Antoni Gaudí)

## Fortuna critica
All'indomani della sua morte Gaudí fu spietatamente osteggiato dalla critica del tempo, che mal gradiva una personalità creatrice così sfavillante e immaginativa (alcuni lo ritennero persino «barocco»): questo declino, d'altronde, era coerente con il generale tramonto del Modernismo in favore dell'antitetico Noucentisme. Come nefasto simbolo di questo sostanziale disinteresse verso Gaudí, vi è il tristemente noto tumulto del 1936, anno in cui gruppi anticlericali operanti nell'ambito della guerra civile spagnola incendiarono la cripta della Sagrada Família che ospitava il laboratorio del maestro, causando la distruzione di gran parte degli schizzi, mappe, appunti e modelli in scala dell'architetto.
Il culto gaudiano si ravvivò a partire dagli anni cinquanta del XX secolo, grazie all'interesse di personalità illustri come l'artista surrealista Salvador Dalí e l'architetto Josep Lluís Sert. Al 1952, al centenario della nascita di Antoni, si data l'istituzione dell'Asociación de Amigos de Gaudí, ente che promuove e progetta nuove ricerche nel campo dell'architettura gaudiana: questo risveglio critico venne corroborato dal considerevole fiorire di mostre a lui dedicate, fra le quali vale la pena citare quella del Saló del Tinell di Barcellona del 1956 e quella del Museum of Modern Art di New York del 1957. Stimolati da questo rinnovato interesse molti studiosi hanno licenziato numerosi scritti dedicati all'architetto, a partire da George R. Collins, Nikolaus Pevsner, Roberto Pane e Kenji Imai e Tokutoshi Torii, a testimoniare proprio il prestigio internazionale che Gaudí andava acquistando in questo periodo.
Oggi Gaudí gode di una sfolgorante popolarità. Dalla popolazione catalana è considerato tra gli interpreti più sensibili della Renaixença, e ormai i critici concordano nel sostenere come, «da parte del pubblico normale», la reazione più consueta al primo contatto con l'universo architettonico gaudiano sia quella di una «ammirazione incondizionata, irrazionale, immediata ed elementare» (Masini). Questa popolarità, si sottolinea, coinvolge anche i connoisseur più raffinati: per riportare il commento del Collins «oggi ci si accorge che un numero sempre maggiore di architetti e ingegneri visitano Barcellona per guardare i suoi edifici. L'attenzione, prima volta alle superfici, all'ordito e alle forme esterne, si appunta ora alla drammatica struttura e agli elusivi effetti spaziali dei suoi edifici. Gli ingegneri trovano qui gli accorgimenti più nuovi, come le superfici a paraboloide iperbolico; gli architetti sentono una liberazione dalle piatte forme rettangolari che essi erano giunti a pensare come l'espressione tipica della nuova era meccanica». Anche nomi illustri dell'architettura sono giunti ad esprimere la loro ammirazione incondizionata per Gaudí: basti pensare a Santiago Calatrava e Norman Foster, i quali presentano chiari debiti verso l'architetto catalano, a Le Corbusier, per il quale Antoni era «colui che possedeva la maggior forza architettonica tra gli uomini della sua generazione», o a Louis Sullivan, che definì la Sagrada Família «il maggior pezzo di creazione architettonica degli ultimi venticinque anni».

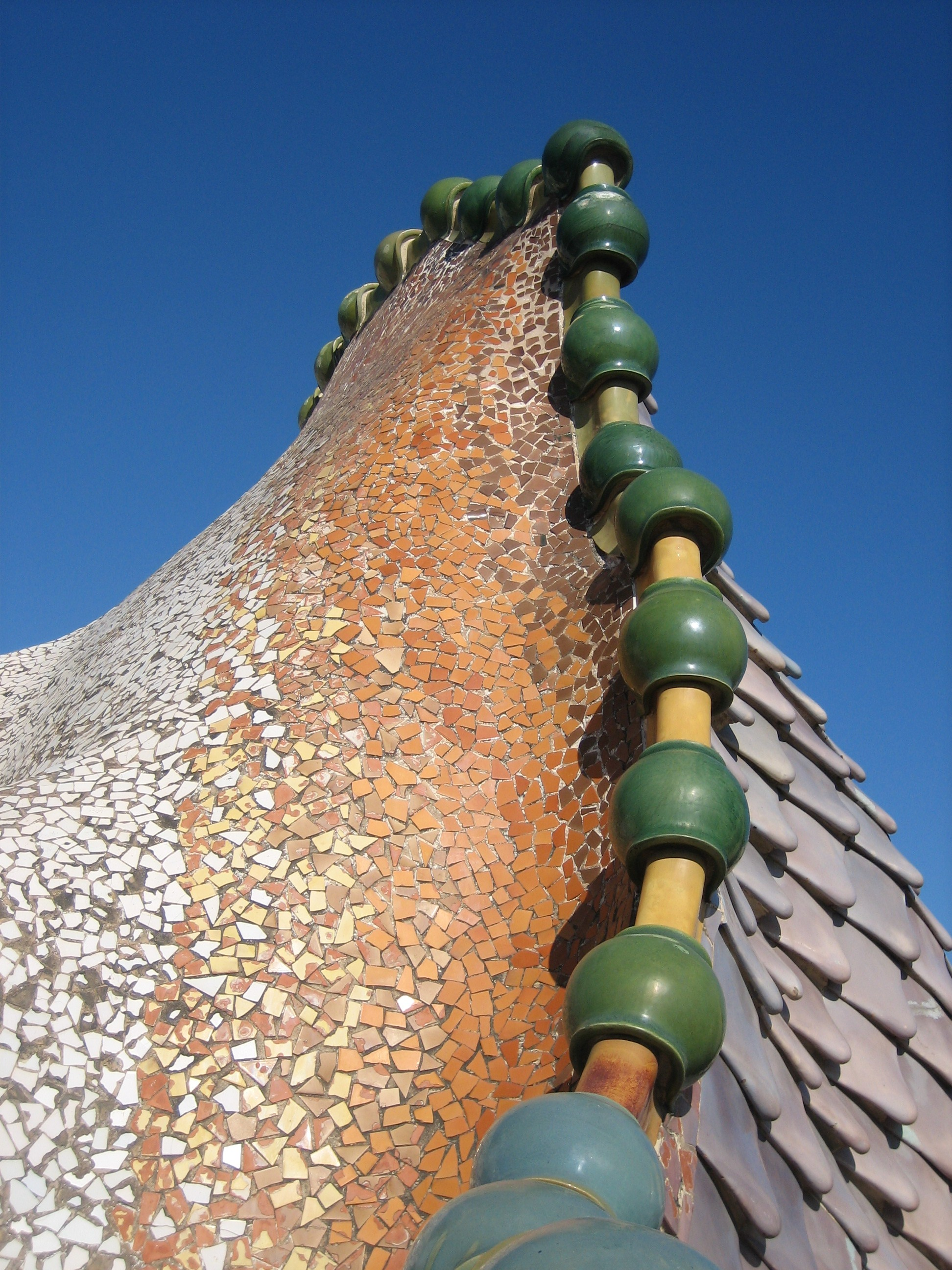
Dettaglio di Casa Batlló

## Processo di beatificazione
Un comitato composto da trenta persone tra ecclesiastici, accademici, designer ed architetti ha proposto l'architetto catalano per la beatificazione e la canonizzazione. L'arcivescovo di Barcellona, cardinale Ricardo María Carles Gordó, ha avviato il processo di canonizzazione nel 1998, definendo Gaudí un «laico mistico». Nel 2003, conclusa la fase diocesana, la documentazione è stata quindi inviata alla Santa Sede (il processo di beatificazione ha poi suscitato discussioni tra chi vorrebbe che Gaudí venisse ricordato essenzialmente per le sue opere e per la sua influenza artistica e coloro che ricordano la sua vita austera e cristianamente coerente). Importante anche l'ingresso – avvenuto nel 1984 e nel 2005 – di sette architetture gaudiane nel patrimonio mondiale dell'UNESCO, per il quale le «opere di Antoni Gaudí testimoniano l'eccezionale contributo creativo allo sviluppo della architettura e della tecnologia edilizia alla fine del Ottocento e l'inizio del Novecento». Il 14 aprile 2025 Gaudì viene dichiarato venerabile da papa Francesco.

## Opere
- 1883-1885 El Capricho, Comillas (Santander)
- 1883-1887 Finca Güell, Avenida de Pedralbes 7, Barcellona
- 1883-1888 Casa Vicens, Carrer de les Carolines 18-24, Barcellona
- 1886-1890 Palacio Güell, Nou de la Rambla 3-5, Barcellona
- 1889-1890 Colegio de las Teresianas, Carrer de Ganduxer 85, Barcellona
- 1889-1893 Palacio Episcopal, Astorga (Léon)
- 1891-1894 Casa Fernández y Andrés, Plaza de San Marcelo, Léon
- 1898-1900 Casa Calvet, Carrer de Casp 48, Barcellona
- 1898-1915 Cripta de la Colònia Güell, Santa Coloma de Cervelló, Barcellona
- 1900-1905 Bellesguard, Carrer Bellesguard 16, Barcellona
- 1900-1914 Park Güell, Carrer Olot, Barcellona
- 1903-1914 Catedral de Mallorca, Isola di Maiorca
- 1904-1906 Casa Batlló, Passeig de Gràcia 43, Barcellona
- 1906-1910 Casa Milà, Passeig de Gràcia 92, Barcellona
- 1909 Escuelas de la Sagrada Familia, Carrer Sardenya y Carrer Mallorca, Barcellona
- 1883-1926 Sagrada Família, Plaça de la Sagrada Família, Barcellona

### Annotazioni
1. ↑  Vi è stata un'accesissima controversia sull'effettivo luogo di nascita di Gaudí, incerto tra Reus e Riudoms, città adiacente dove il padre dell'architetto ha avuto i natali. In quegli anni, infatti, questi villaggi non disponevano di registri di nascite, allorché sono stati in molti (approfittando anche delle contraddittorie testimonianze orali e scritte che l'architetto ha espresso in merito) a contestare Reus – dove Gaudí, il giorno seguente, è stato battezzato – in favore di Riudoms, dove il padre possedeva un podere denominato «Mas de la Calderera». La maggior parte dei critici, tuttavia, oggi concorda nell'assegnare i natali dell'architetto catalano a Reus.
2. ↑  Nel 1984 il Parco Güell, il Palau Güell la Casa Milà, e nel 2005 la facciata della Natività, la cripta e l'abside della Sagrada Família, la Casa Vicens e la Casa Batlló in Barcelona, insieme alla cripta della Colònia Güell in Santa Coloma de Cervelló.

### Fonti
1. ↑   "L'architetto di Dio" Antoni Gaudí diventa venerabile. Sarà beato don Nazareno Lanciotti - Vatican News, su www.vaticannews.va, 14 aprile 2025. URL consultato il 15 aprile 2025.
2. ↑  Férrin 2001, p. 61.
3. ↑  Collins 1960, p. 10.
4. ↑  Massó 1974, p. 31.
5. ↑  Van Hensbergen 2003, p. 162.
6. ↑  (EN) Nuno Metello, History of Vegetarianism—Antoni Gaudí (1852–1926), su International Vegetarian Union, 2008. URL consultato il 16 ottobre 2011 (archiviato dall'url originale il 18 ottobre 2011).
7. ↑  Zerbst 1990, p. 7.
8. ↑  Bassegoda 2002, p. 36.
9. ↑  Zerbst 1990, p. 9.
10. ↑  Tarragona 1999, p. 11.
11. ↑  Zerbst 1990, p. 12.
12. ↑  Testimonia lo Zerbst: 
«I suoi cappelli li comprava da Arnau, il miglior negozio di copricapo: il biglietto da visita del nostro architetto era estremamente curato (un esemplare è conservato nel museo di Reus), come curata era la sua barba, che faceva tingere di una elegante tonalità grigia dal coiffeur di gran classe Audonard. Solo le scarpe che portava erano usate»
(Zerbst 1990, p. 12.)
13. ↑  Zerbst 1990, p. 25.
14. ↑  (EN) Barcelona wishes Gaudí happy birthday, su BBC News, 21 febbraio 2002. URL consultato il 4 novembre 2011.
15. ↑  Bonet i Armengol 2001, p. 21.
16. ↑  Férrin 2001, p. 415.
17. ↑  Bassegoda 2002, p. 263.
18. ↑  Collins 1960, pp. 12-13.
19. ↑  Puig i Boada 1986, p. 18.
20. ↑  Masini 1969, pp. 22-23.
21. ↑  Collins 1960, p. 13.
22. ↑  Van Hensbergen 2003, p. 114.
23. ↑   Ciro Lomonte, Antoni Gaudì: scienza, arte e natura come linguaggio della fede (PDF) [collegamento interrotto], su sisri.it, 2016.
24. ↑  Flores 2002, p. 89.
25. ↑   Roberta Franchi, L'architettura di Antoni Gaudí, natura e forma nelle opere del genio catalano, in InStoria, n. 29, maggio 2010.
26. ↑  Bassegoda 2002, p. 266.
27. ↑  Masini 1969, p. 8.
28. ↑  Massó 1974, p. 40.
29. ↑  Puig i Boada 1986, p. 96.
30. ↑  Masini 1969, p. 5.
31. 1 2  Collins 1960, p. 34.
32. ↑  (EN) The Gaudí effect, in The Guardian, 16 gennaio 2006. URL consultato il 18 dicembre 2011.
33. ↑   World Heritage: Works of Antoni Gaudí, su whc.unesco.org, UNESCO, 2 novembre 1984. URL consultato il 25 agosto 2008 (archiviato dall'url originale il 18 ottobre 2011).
34. ↑   "Gaudì è venerabile" dalla Sagrada Familia verso la santificazione, in La Repubblica, 15 aprile 2025,  p. 14.